# Факундо Бакарді
Факу́ндо Бакарді́ Массо́ (ісп. Facundo Bacardí Massó; *14 жовтня 1813, Сіджас, провінція Барселона, Іспанія — †9 травня 1886, Сантьяго-де-Куба, Куба) — іспано-кубинський підприємець, каталонського походження.

## Біографія
Факундо Бакарді — син каменяра (за іншими даними — торговця винами) з Тарагони (Каталонія, Іспанія), що у 1830 році емігрував з родиною до Куби. Оселившись у Сантьяго-де-Куба, Факундо починає винний бізнес і швидко досягає значних успіхів. У 1843 році він бере шлюб з Амалією Моро́ (ісп. Amalia Victoria Moreau).

Пляшка бакарді

 Починаючи з 1852 року починає експериментувати з процесом перегонки (дистиляції) рому, щоб досягти якомога ніжнішого смаку напою. Нарешті він знаходить формулу, яка його задовольняє, до речі не оприлюднена і досі, і, придбавши стару занедбану гуральню у Сантьяго-де-Куба, 4 лютого 1862 року засновує підприємство Бакарді, символом якого відтоді стає і лишається дотепер зображення кажана, щоб почати виробництво і продаж нового продукту. Його троє синів, Хосе, Еміліо та Факундо (ісп. відповідно: José, Emilio, Facundo) активно працюювали на сімейному підприємстві та втрьох підтримали повстання кубинських індепендистів у 1868 році, через що були у них проблеми зі владою.
У 1876 році засновник Факундо Бакарді відійшов від справ, залишивши підприємство під орудою синів, які у 90-і роки XIX століття об'єдналися зі своїм шурином Енріке Шуеґом (ісп. Enrique Schueg), завдяки фінансовій підтримці якого, фірма розширилася, збільшивши виробництво, експорт і відкривши нові ринки збуту.
У 1886 році не стало засновника підприємства. Його син Еміліо, встановивши зв'язки з Хосе Марті у 1892 році в Нью-Йорку, бореться за незалежність Куби, і після того, як Кубу проголошено республікою у 1902 році, стає першим алкальдом постколоніального Сантьяго-де-Куба та обирається сенатором Республіки в 1906 році.
Торгова марка Bacardí отримала численні нагороди й відзнаки, але головним стало міжнародне визнання — у Європі, США та на Кубі.